# Nico Sturm
Nico Sturm, född 3 maj 1995, är en tysk professionell ishockeyforward som spelar för Minnesota Wild i National Hockey League (NHL).
Han har tidigare spelat för Colorado Avalanche, San Jose Sharks och Florida Panthers i NHL; Iowa Wild i American Hockey League (AHL); Clarkson Golden Knights i National Collegiate Athletic Association (NCAA); Tri-City Storm i United States Hockey League (USHL) samt Corpus Christi Ice Rays och Austin Bruins i North American Hockey League (NAHL).
Sturm vann Stanley Cup för säsongerna 2021–2022 och 2024–2025.
Han blev aldrig NHL-draftad.

## Statistik
| 2013–2014   | Corpus Christi Ice Rays | NAHL        | 21  | 1  | 2  | 3   | 2  | —  | — | — | —  | — |
| 2014–2015   | Austin Bruins           | NAHL        | 53  | 11 | 30 | 41  | 28 | 13 | 7 | 6 | 13 | 0 |
| 2015–2016   | Tri-City Storm          | USHL        | 57  | 14 | 25 | 39  | 47 | 5  | 3 | 3 | 6  | 0 |
| 2016–2017   | Clarkson Golden Knights | NCAA        | 39  | 8  | 13 | 21  | 37 | —  | — | — | —  | — |
| 2017–2018   | Clarkson Golden Knights | NCAA        | 40  | 14 | 23 | 37  | 14 | —  | — | — | —  | — |
| 2018–2019   | Minnesota Wild          | NHL         | 2   | 0  | 0  | 0   | 0  | —  | — | — | —  | — |
|             | Clarkson Golden Knights | NCAA        | 39  | 14 | 31 | 45  | 29 | —  | — | — | —  | — |
| 2019–2020   | Minnesota Wild          | NHL         | 6   | 0  | 2  | 2   | 0  | 2  | 1 | 0 | 1  | 0 |
|             | Iowa Wild               | AHL         | 55  | 12 | 20 | 32  | 18 | —  | — | — | —  | — |
| 2020–2021   | Minnesota Wild          | NHL         | 50  | 11 | 6  | 17  | 17 | 7  | 1 | 1 | 2  | 0 |
| 2021–2022   | Minnesota Wild          | NHL         | 53  | 9  | 8  | 17  | 8  | —  | — | — | —  | — |
|             | Colorado Avalanche      | NHL         | 21  | 0  | 3  | 3   | 6  | 13 | 0 | 2 | 2  | 2 |
| 2022–2023   | San Jose Sharks         | NHL         | 74  | 14 | 12 | 26  | 23 | —  | — | — | —  | — |
| 2023–2024   | San Jose Sharks         | NHL         | 63  | 5  | 8  | 13  | 12 | —  | — | — | —  | — |
| 2024–2025   | San Jose Sharks         | NHL         | 47  | 7  | 6  | 13  | 13 | —  | — | — | —  | — |
|             | Florida Panthers        | NHL         | 15  | 0  | 1  | 1   | 7  | 8  | 0 | 0 | 0  | 0 |
| NHL totalt  | NHL totalt              | NHL totalt  | 311 | 46 | 46 | 92  | 86 | 30 | 2 | 3 | 5  | 2 |
| NCAA totalt | NCAA totalt             | NCAA totalt | 118 | 36 | 67 | 103 | 80 | —  | — | — | —  | — |
| NAHL totalt | NAHL totalt             | NAHL totalt | 74  | 12 | 32 | 44  | 30 | 13 | 7 | 6 | 13 | 0 |

### Internationellt
| Källa: Uppdaterad: 2025-07-15 | Källa: Uppdaterad: 2025-07-15 | Källa: Uppdaterad: 2025-07-15 |         | Utv = Utvisningsminuter | Utv = Utvisningsminuter | Utv = Utvisningsminuter | Utv = Utvisningsminuter | Utv = Utvisningsminuter |
| År                            | Lag                           | Mästerskap                    | Matcher | Mål                     | Assists                 | Poäng                   | Utv                     |                         |
| ----------------------------- | ----------------------------- | ----------------------------- | ------- | ----------------------- | ----------------------- | ----------------------- | ----------------------- | ----------------------- |
| 2015                          | Tyskland                      | JVM                           | 6       | 0                       | 0                       | 0                       | 12                      |                         |
| 2023                          | Tyskland                      | VM                            | 10      | 6                       | 2                       | 8                       | 2                       |                         |
| 2024                          | Tyskland                      | VM                            | 6       | 1                       | 2                       | 3                       | 2                       |                         |
| Junior totalt                 | Junior totalt                 | Junior totalt                 | 6       | 0                       | 0                       | 0                       | 12                      |                         |
| Senior totalt                 | Senior totalt                 | Senior totalt                 | 16      | 7                       | 4                       | 11                      | 4                       |                         |